# Amicia de Clare
Amicia de Clare, Countess of Devon (auch Amice de Clare) (* 27. Mai 1220; † vor 21. Januar 1284) war eine englische Adlige. Sie war die Gründerin von Buckland Abbey.
Amicia de Clare war eine Tochter von Gilbert de Clare, 4. Earl of Hertford und dessen Frau Isabel Marshal. Sie wurde 1226 mit Baldwin de Redvers, 6. Earl of Devon, dem Enkel und Erben von William de Redvers, 5. Earl of Devon verlobt. Die Heirat erfolgte um 1235, aus ihrer Ehe hatte sie mindestens zwei Kinder:
- Baldwin de Redvers, 7. Earl of Devon (1236–1262)
- Isabel de Redvers, 8. Countess of Devon (1237–1293)

Ihr Mann starb 1245. Amicia verwaltete in der Folge für ihren minderjährigen Sohn Baldwin die Besitzungen der Familie de Redvers. In zweiter Ehe heiratete sie aus eigenen Willen und mit Erlaubnis des Königs 1247 Robert de Guines (oder Gynes), einen kleineren englischen Baron, der vermutlich ein Onkel des französischen Grafen Arnuold III. de Guînes war. Nachdem ihr Sohn bereits 1262 kinderlos gestorben war, wurde ihre Tochter Isabel die Erbin der Besitzungen ihres Mannes. Mit ihr führte sie über ihr Wittum einen langjährigen Rechtsstreit. Als reiche Witwe unternahm sie mehrere Pilgerreisen und weitere Reisen ins Ausland. 1278 gründete sie das Zisterzienserkloster Buckland Abbey. Sie starb im Januar 1284.